# Frans Wolters
Franciscus (Frans) Leonardus Antonius Johannes Wolters (Venlo, 21 oktober 1943 - aldaar, 9 februari 2005) was een Nederlands politicus. Tussen 1981 en 1998 was hij lid van de Tweede Kamer.
Wolters werd geboren als zoon van een schoenenwinkeleigenaar. Na het afleggen van zijn gymnasiumexamen in Roermond in 1962, studeerde hij tussen 1962 en 1969 economie aan de Tilburgse Katholieke Economische Hogeschool. Hij studeerde cum laude af. Hierna werkte hij nog enige tijd in de winkel van zijn vader en was directeur van detailhandel Wolters-Van Dijk. Hij werd in 1970 lid van de Katholieke Volkspartij (KVP) en in 1974 werd Wolters lid van de Venlose gemeenteraad en wethouder van maatschappelijk werk, sociale zaken en volkshuisvesting. Later werd hij wethouder van financiën.
Op 10 juni 1981 werd Wolters lid van de Tweede Kamer voor het CDA, zijn wethoudersfunctie moest hij toen naast zich neerleggen, maar hij bleef wel lid van de gemeenteraad tot 1982. In de Kamer was hij woordvoerder volkshuisvesting en hield hij zich bezig met sociale zaken en financiën. Eind jaren 80 en eind jaren 90 was hij voorzitter van de vaste commissie voor sociale zaken en werkgelegenheid. Tussen 1987 en 1995 was hij vicefractievoorzitter en daarna lid van het fractiebestuur. Wolters was ook voorzitter van de onderzoekscommissie naar de technoleaseconstructie in 1997 en 1998. Hij kreeg twee ridderorden: Ridder in de Orde van de Nederlandse Leeuw (1994) en Ridder in de Orde van Oranje-Nassau (1998).
Wolters kwam na de verkiezingen van 1998 niet opnieuw in de Kamer. In 2000 was hij nog een jaar waarnemend burgemeester van Horst. Vanaf juli 2004 werd hij opnieuw wethouder in Venlo, ditmaal van volkshuisvesting en ruimtelijke ordening, daarnaast was hij locoburgemeester. Op 1 februari 2005 werd hij met ademhalingsproblemen opgenomen in het ziekenhuis van Venlo, waar hij begin 2005 op 61-jarige leeftijd aan hartfalen overleed.
De Frans Woltersstraat in Horst werd in 2012 naar hem vernoemd.
- Biografisch Portaal: 12296940
- International Standard Name Identifier: 0000 0003 8982 9175
- Nederlandse Thesaurus van Auteursnamen: 290896525
- Parlement.com: vg09llmvo7y8
- Virtual International Authority File: 283291922
- WorldCat: E39PBJf8qFXQhXgpBBk7RyM773